# اسکار شولده‌براند
اسکار شولده‌براند (سوئدی: Hugo Oskar Skjöldebrand) نظامی سوئدی بود. او مدتی زیر فرماندهی هارالد یالمارسن در ژاندارمری ایران فعالیت کرد.